# روشن‌ماهی
روشن‌ماهی (نام علمی: Leuciscus idus) نام یک گونه از سرده سرمخروطی‌ها است.